# Cuộc xâm lăng của Uruguay
Cuộc xâm lăng của Uruguay (Uruguayan Invasion) là một hiện tượng âm nhạc của thập niên 1960 tương tự như Cuộc xâm lăng của nước Anh, với các ban nhạc rock đến từ Uruguay đạt được sự nổi tiếng tại Argentina.

## Lịch sử
Lấy cảm hứng từ các ban nhạc rock của nước Anh như The Beatles và The Rolling Stones, nhiều nhạc sĩ trẻ ở Montevideo, Uruguay bắt đầu bắt chước theo âm nhạc của họ. Hai ban nhạc đặc biệt, Los Shakers và Los Mockers tương ứng phản ánh những hình tượng của The Beatles và The Rolling Stones. Những ban nhạc phổ biến trong Cuộc xâm lăng của Uruguay đều hát bằng tiếng Anh.
Vào giữa những năm 1960, khi mà Cuộc xâm lăng của nước Anh đạt cực đỉnh tại nước Mỹ, các ban nhạc Uruguay cũng bắt đầu gia tăng sự nổi tiếng tương tự ở Argentina. Các hãng thu âm nhanh chóng ký hợp đồng với các ban nhạc rock Uruguay để quáng bá ở Argentina. Những chương trình truyền hình của Argentina như Escala Musical cũng là bàn đạp để nổi tiếng cho nhiều ban nhạc.
Giống như Cuộc xâm lăng của nước Anh, Cuộc xâm lăng của Uruguay đã lắng xuống vào cuối những năm 1960 khi mà việc thu âm nhạc tiếng Tây Ban Nha trở nên phổ biến hơn. Bản hit "La Balsa" năm 1967 của ban nhạc Los Gatos đã thúc đẩy hầu hết các ban nhạc đi theo con đường thu âm bằng tiếng Tây Ban Nha. Với sự xuất hiện của chế độ độc tài quân sự vào năm 1973, Cuộc xâm lăng của Uruguay hoàn toàn kết thúc.

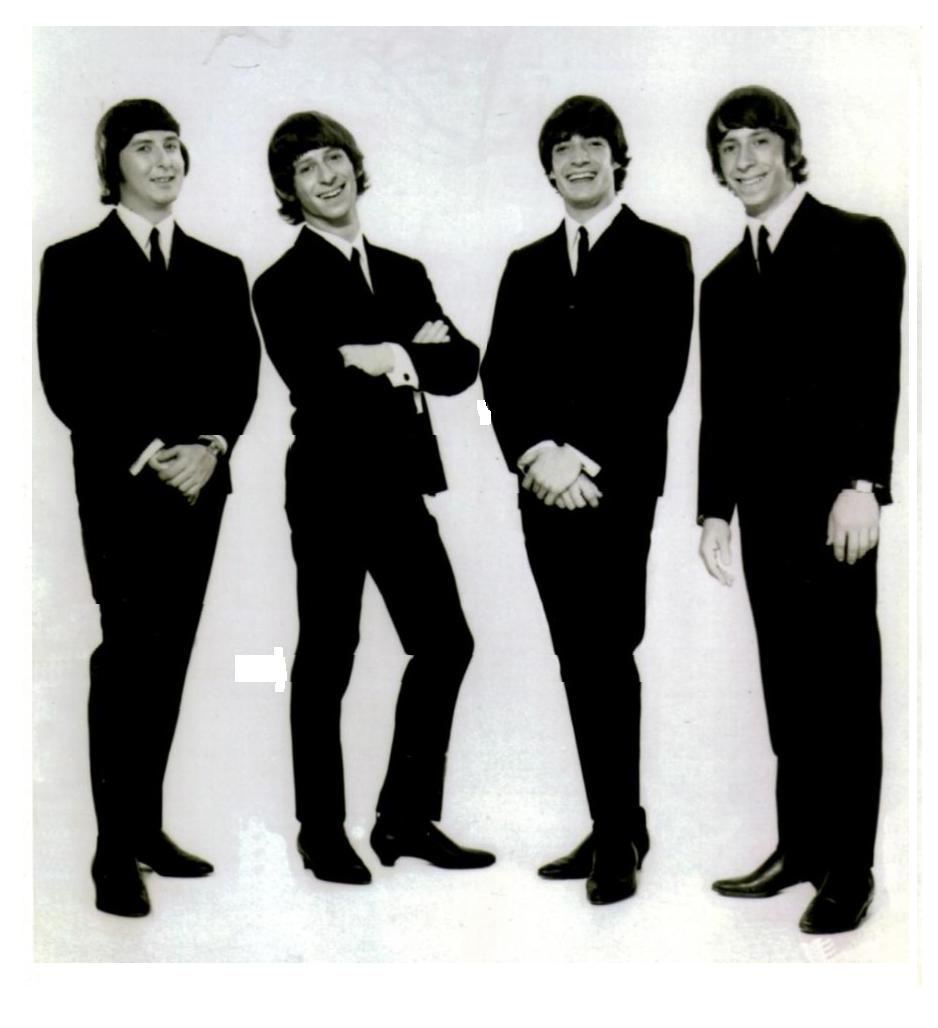
Los Shakers (Break it All) năm 1965
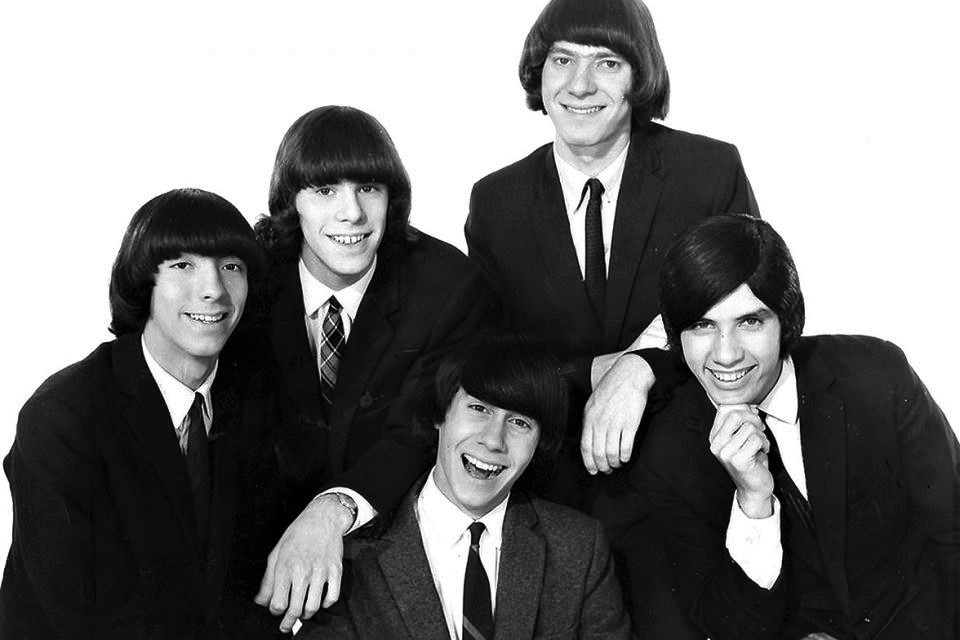
Los Mockers năm 1965
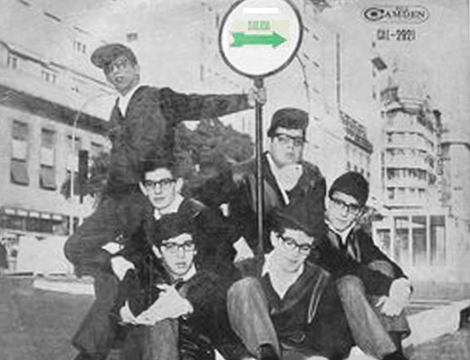
Los Iracundos năm 1965
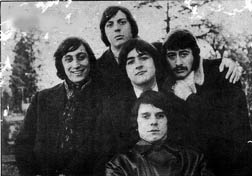
Kano y Los Bulldogs
Eduardo Mateo năm 1971Eduardo Mateo năm 1971
Totem năm 1971Totem năm 1971
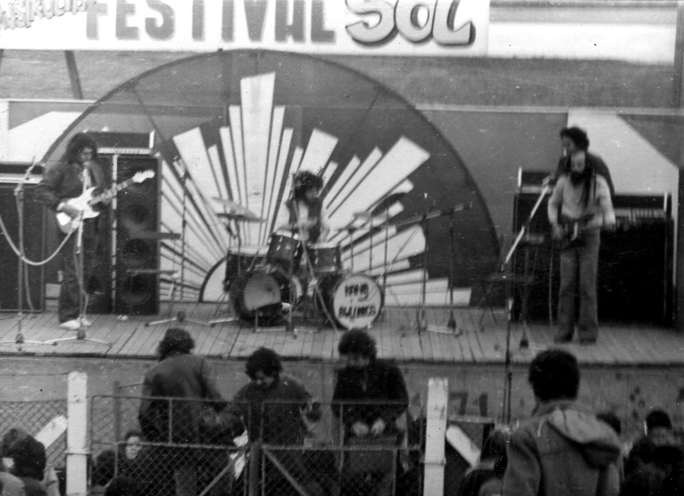
Dias de Blues năm 1972

## Các ban nhạc
- Los Shakers
- Los Malditos
- Los Mockers
- Kano y Los Bulldogs